# Campeonato Mundial de Natação em Piscina Curta de 2016 - 200 m borboleta masculino
A prova dos 200 metros nado borboleta masculino do Campeonato Mundial de Natação em Piscina Curta de 2016 foi disputado no dia  6 de dezembro no Centro WFCU em Windsor, Canadá.

## Recordes
Antes desta competição, os recordes mundiais e do campeonato nesta prova eram os seguintes:
|                       | Nome         | Nacionalidade | Tempo   | Local     | Data                  |
| --------------------- | ------------ | ------------- | ------- | --------- | --------------------- |
| Recorde mundial       | Chad le Clos | África do Sul | 1:48.56 | Singapura | 5 de novembro de 2013 |
| Recorde do campeonato | Chad le Clos | África do Sul | 1:48.61 | Doha      | 7 de dezembro de 2014 |

## Medalhistas
| Ouro               | Prata             | Bronze           |
| Chad le Clos (RSA) | Tom Shields (USA) | Daiya Seto (JPN) |

## Resultados

### Eliminatórias
As eliminatórias ocorreram dia 6 de dezembro com um total de 51 nadadores.  
| Colocação | Bateria | Raia | Nome                    | Nacionalidade        | Tempo     | Notas            |
| --------- | ------- | ---- | ----------------------- | -------------------- | --------- | ---------------- |
| 1.        | 6       | 5    | Aleksandr Charłanow     | Rússia               | 1:51,03   | Q                |
| 2.        | 5       | 4    | Chad le Clos            | África do Sul        | 1:51,23   | Q                |
| 3.        | 5       | 6    | Pace Clark              | Estados Unidos       | 1:51,68   | Q                |
| 4.        | 5       | 5    | Viktor Bromer           | Dinamarca            | 1:51,87   | Q                |
| 5.        | 4       | 4    | Daiya Seto              | Japão                | 1:52,44   | Q                |
| 6.        | 5       | 3    | Leonardo de Deus        | Brasil               | 1:52,89   | Q                |
| 7.        | 4       | 3    | Nao Horomura            | Japão                | 1:53,05   | Q                |
| 8.        | 6       | 4    | Tom Shields             | Estados Unidos       | 1:53,09   | Q                |
| 9.        | 4       | 2    | Tamás Kenderesi         | Hungria              | 1:53,32   |                  |
| 10.       | 6       | 7    | Dávid Verrasztó         | Hungria              | 1:53,42   |                  |
| 11.       | 4       | 5    | David Morgan            | Austrália            | 1:53,54   |                  |
| 12.       | 6       | 3    | Nikołaj Skworcow        | Rússia               | 1:53,67   |                  |
| 13.       | 6       | 2    | Giacomo Carini          | Itália               | 1:53,92   |                  |
| 14.       | 5       | 2    | Jonathan Gomez          | Colômbia             | 1:54,09   |                  |
| 15.       | 4       | 6    | Antani Iwanow           | Bulgária             | 1:54,80   |                  |
| 16.       | 6       | 6    | Louis Croenen           | Bélgica              | 1:54,84   |                  |
| 17.       | 5       | 0    | Marius Kusch            | Alemanha             | 1:55,24   |                  |
| 18.       | 6       | 0    | Mackenzie Darragh       | Canadá               | 1:55,45   |                  |
| 19.       | 5       | 7    | Pavel Janeček           | Chéquia              | 1:55,50   |                  |
| 20.       | 4       | 7    | Tomáš Havránek          | Chéquia              | 1:55,57   |                  |
| 21.       | 5       | 1    | Joan Lluís Pons         | Espanha              | 1:56,08   |                  |
| 22.       | 6       | 1    | Jesper Björk            | Suécia               | 1:56,19   |                  |
| 23.       | 6       | 8    | Miguel Nascimento       | Portugal             | 1:56,28   |                  |
| 24.       | 5       | 8    | Yu Yingbiao             | China                | 1:56,68   |                  |
| 25.       | 5       | 9    | Sajan Prakash           | Índia                | 1:56,73   |                  |
| 26.       | 4       | 8    | Deividas Margevičius    | Lituânia             | 1:57,31   |                  |
| 27.       | 3       | 3    | Chou Wei-Liang          | Taipé Chinesa        | 1:57,53   |                  |
| 28.       | 4       | 1    | Wu Yuhang               | China                | 1:57,68   |                  |
| 29.       | 4       | 0    | Eben Vorster            | África do Sul        | 1:58,62   |                  |
| 30.       | 3       | 7    | Tsai Yi-Lin             | Taipé Chinesa        | 1:59,28   |                  |
| 31.       | 4       | 9    | Nicolaas Dekker         | Canadá               | 1:59,67   |                  |
| 32.       | 3       | 5    | Lazaro Vergara Martin   | Cuba                 | 2:00,43   |                  |
| 33.       | 2       | 1    | Said Saber              | Marrocos             | 2:01,25   |                  |
| 34.       | 3       | 8    | Akaki Vashakidze        | Geórgia              | 2:01,72   |                  |
| 35.       | 3       | 6    | Jean Pierre Monteagudo  | Peru                 | 2:01,83   |                  |
| 36.       | 6       | 9    | Navaphat Wongcharoen    | Tailândia            | 2:01,87   | Recorde nacional |
| 37.       | 3       | 2    | Pedro Pinotes           | Angola               | 2:01,91   | Recorde nacional |
| 38.       | 3       | 0    | Bryan Alvarez           | Costa Rica           | 2:02,74   |                  |
| 39.       | 2       | 7    | Russell Brown           | Costa Rica           | 2:04,68   |                  |
| 40.       | 2       | 2    | Brandon Vives           | República Dominicana | 2:05,13   |                  |
| 41.       | 3       | 9    | Joaquin Sepulveda Parra | Chile                | 2:05,71   |                  |
| 42.       | 2       | 3    | Amir Amrollahi Biuoki   | Irão                 | 2:06,30   |                  |
| 43.       | 2       | 4    | Dylan Koo               | Singapura            | 2:06,38   |                  |
| 44.       | 1       | 4    | Jeremy Lim              | Filipinas            | 2:06,83   |                  |
| 45.       | 3       | 4    | Lâm Quang Nhật          | Vietname             | 2:08,45   |                  |
| 46.       | 2       | 5    | Nuno Rola               | Angola               | 2:09,64   |                  |
| 47.       | 2       | 8    | Matt Savitz             | Gibraltar            | 2:09,65   |                  |
| 48.       | 2       | 6    | Mathieu Marquet         | Ilhas Maurícias      | 2:10,58   |                  |
| 49.       | 1       | 5    | Carlos Vasquez          | Honduras             | 2:14,46   |                  |
| 50.       | 1       | 3    | Abdulmajid Kadernani    | Quênia               | 2:19,17   |                  |
| 51. !     | 3       | 1    | Ayman Kelzi             | Síria                | 9:99,99 ! | DNS              |

### Final
A final teve sua disputa realizada em 6 de dezembro. 
| Colocação         | Raia | Nome                | Nacionalidade  | Tempo   | Notas |
| ----------------- | ---- | ------------------- | -------------- | ------- | ----- |
| Medalha de ouro   | 5    | Chad le Clos        | África do Sul  | 1:48,76 |       |
| Medalha de prata  | 8    | Tom Shields         | Estados Unidos | 1:49,50 |       |
| Medalha de bronze | 2    | Daiya Seto          | Japão          | 1:49,97 |       |
| 4.                | 4    | Aleksandr Charłanow | Rússia         | 1:51,41 |       |
| 5.                | 7    | Leonardo de Deus    | Brasil         | 1:52,65 |       |
| 6.                | 6    | Viktor Bromer       | Dinamarca      | 1:52,68 |       |
| 7.                | 3    | Pace Clark          | Estados Unidos | 1:53,15 |       |
| 8.                | 1    | Nao Horomura        | Japão          | 1:53,64 |       |

Legenda
| Recorde mundial       | Recorde mundial (World record)               |                       | Recorde africano                      | Recorde africano (African) |                                           | Q | Classificado por posição (Qualified) |
| Recorde do campeonato | Recorde do campeonato (Championship record)  | Recorde da América    | Recorde da América (Americas)         | q                          | Classificado por melhor tempo (Qualified) |   |                                      |
| Melhor marca do ano   | Melhor marca do ano (World leading)          | Recorde asiático      | Recorde asiático (Asian)              | DNS                        | Não largou (Did not start)                |   |                                      |
| Recorde nacional      | Recorde nacional (National record)           | Recorde europeu       | Recorde europeu (European)            | DNF                        | Não terminou (Did not finish)             |   |                                      |
| Recorde pessoal       | Recorde pessoal do atleta (Personal best)    | Recorde da Oceania    | Recorde da Oceania (Oceania)          | DSQ / DQ                   | Desclassificado (Disqualified)            |   |                                      |
| Recorde da temporada  | Recorde da temporada do atleta (Season best) | Recorde sul-americano | Recorde sul-americano (South America) | NM                         | Sem marca (No mark)                       |   |                                      |